# Romy Gruber
Romy Gruber (* 7. Februar 1993) ist eine luxemburgische Fußballspielerin.

## Karriere

### Vereine
Gruber spielte seit ihrer Kindheit für den FC Victoria Rosport und kam zuletzt für die Spielgemeinschaft Rosport/Berdorf/Christnach in der Dames Ligue 1, der höchsten Spielklasse im luxemburgischen Frauenfußball, in der Saison 2020/21 zum Einsatz. Am 3. Juni 2017 bestritt sie mit ihrer Mannschaft das Pokalfinale gegen den FC Mamer 32, das dieser in Junglinster mit 4:1 gewann. 
Nach Wormeldingen gelangt, spielt sie seit der Erstligasaison 2021/22 für die Spielgemeinschaft aus Wormeldingen, Munsbach und Grevenmacher (kurz Entente WMG).

### Nationalmannschaft
Gruber bestritt in knapp vier Jahren elf Länderspiele für die A-Nationalmannschaft. Sie debütierte als Nationalspielerin am 3. März 2011 in Strumica im ersten Spiel der 1. EM-Qualifikationsrunde, Gruppe 1 für die Europameisterschaft 2013 in Schweden; das Spiel wurde mit 2:0 gegen die Nationalmannschaft Lettlands gewonnen. Im weiteren Verlauf bestritt sie auch die beiden folgenden Gruppenspiele. Sie wurde in den Jahren 2011 in zwei Freundschaftsländerspielen, 2012, 2013 und 2014 in jeweils einem eingesetzt. Des Weiteren bestritt sie im April 2013 in Attard im Ta’ Qali-Stadion drei Spiele in der Vorqualifikation, Gruppe A für die Weltmeisterschaft 2015 in Kanada.

## Erfolge
- Luxemburgischer Pokal-Finalist 2017